# Gole del Verdon
Le gole del Verdon sono delle gole situate in Francia ossia le più grandi d'Europa, nella provincia provenzale, create dallo scorrere del fiume Verdon.

## Geografia
Il Verdon sgorga dalla propria sorgente sul Colle d'Allos, nel massiccio dei Trois Evêchés (2819 m). Si va a gettare nella Durance, nei pressi di Vinon-sur-Verdon dopo un percorso di circa 175 chilometri. Il tratto più interessante del corso del fiume si trova tra Castellane ed il Pont du Galetas, sul Lac de Sainte-Croix, bacino lacustre artificiale creato da non molti decenni su quella che era la vasta piana di Salles-sur-Verdon e formatosi a seguito della costruzione della diga di Sainte-Croix. 
A seguito dell'aumento delle acque nel 1973, il vecchio abitato di Salles fu evacuato con la forza, distrutto e lasciato inabissare. La chiesa del luogo fu fatta esplodere, così come il resto del villaggio fu demolito, per poi avviare la ricostruzione di un abitato più moderno situato fuori dal bacino lacustre, con notevole disappunto dei suoi abitanti. Salles è attualmente uno dei più giovani villaggi di Francia.
Le gole del Verdon formano per un buon tratto il confine tra i dipartimenti del Var a sud e dell'Alpes-de-Haute-Provence a nord, all'interno della regione della Provenza-Alpi-Costa Azzurra.
L'area tra Castellane ed il lac de Sainte-Croix, che viene comunemente denominata gorges du Verdon, è divisibile in realtà in tre parti distinte:
- le Prégorges, che vanno da Castellane a Pont de Soleils;
- le Gorges che vanno da Pont de Soleils a l'Imbut;
- il Canyon che va da l'Imbut al Pont de Galetas.

La Gole del Verdon sono strette e profonde: da 250 a 700 metri di profondità, con una larghezza che va da 6 a 100 metri al livello del fiume Verdon e da 200 a 1500 metri da un lato all'altro in cima alla gola.

## Geologia
Durante il periodo Triassico, la Provenza era situata ad un livello più basso del mare e completamente ricoperta da questo, fattore che ha contraddistinto il formarsi di vari strati di calcare. La situazione mutò nel periodo Giurassico, quando la zona si trovò coperta da un mare caldo e poco profondo, facilitando la crescita dei coralli. Nel Cretaceo, la Bassa Provenza affiorò dalle acque ed il mare raggiunse l'attuale livello alla base delle Alpi. Il Terziario vide la formazione delle Alpi, mentre le crepe più o meno consistenti che si verificarono con tale spinta tra i calcari giurassici ebbero come risultato le varie vallate e gole. Fu proprio in questo periodo che presero forma le Gole del Verdon. Nel Quaternario durante la glaciazione, i fiumi e laghi dell'area divennero imponenti masse ghiacciate che plasmarono definitivamente la topografia locale e caratterizzarono vari strati del terreno. Al termine della glaciazione, le acque dei fiumi completarono il lavoro d'erosione, in particolare il Verdon che nel corso dei secoli ha scavato il suo letto fluviale tra i sedimenti calcarei e corallini con una portata di acque tumultuose di circa 2000 a 3000 m³ al secondo.

## Storia
La valle del Verdon fu abitata dai Galli di Verguni.
Le gole del Verdon non attirarono l'attenzione dei viaggiatori se non tardi. Le prime descrizioni che ci giungono sono infatti dei secoli XVIII e XIX, ma si tratta di due rare stampe (una del 1782 e l'altra del 1804). Nonostante la crescente sensibilità dell'uomo verso le bellezze naturali e il periodo romantico, non ci furono molti interessamenti all'area, anche per la sua natura impervia e la possibilità di percorrerla soltanto facendo scomodi sentieri e mulattiere. Le gole cominciarono ad avere una certa fama dopo la descrizione che ne fece Élisée Reclus nel 1879, e la diffusione delle prime guide turistiche (le Guide Joanne di sicuro ne parlarono a partire dal 1877, in seguito Guide touristique de la Provence, e guide Baedeker) durante la Belle Époque.
Le gole furono cartografate per la prima volta dai Cassini (anni 1770) e dagli ingegneri geografi del re, nel 1778.
Fu Martel che diresse la prima spedizione di discesa all'interno del canyon del Verdon (aprendo la strada dell'ormai famoso sentier Martel, cui deve il nome). Il turismo cominciò ad interessare le gole lentamente dagli anni 1880 in poi: il sentiero era ancora malandato e pericoloso, le infrastrutture ricettizie (hotel, ristoranti, strade, sentieri) rare e poco confortevoli. In più, il principale mezzo di trasporto dell'epoca, la ferrovia, si arrestava a Saint-André-les-Alpes, il che obbligava a noleggiare delle carrozze per arrivare alle gole.
Dagli anni 1890 (e fino agli anni venti compresi), dei progetti per rendere il canyon un tratto navigabile furono presi in considerazione. I primi lavori risalgono al 1906: il Touring Club de France (TCF) traccia un sentiero che permette di scendere nelle gole. Il primo boom turistico delle gole avviene tra la fine degli anni venti e gli anni trenta, su impulso del TCF: campagna sulla stampa a partire dal 1928, viaggi e spedizioni, reportage diffusi nei cinema, visite di giornalisti britannici. Questa promozione fu interrotta per nuovi lavori tra il 1929 ed il 1930: miglioramento della viabilità della strada, sempre su iniziativa e con fondi del TCF, creazione dei belvedere (tra cui quello che diverrà il celebre Point Sublime), incoraggiamento alle compagnie di trasporti locali per incrementare le possibilità di spostamento nell'area, creazione di nuovi sentieri inaugurati nel giugno del 1930 ed infine la creazione del rifugio di Malines nel 1936. Questi sforzi furono premiati da un numero sempre crescente di visitatori che ben presto raggiunsero le migliaia attuali.
Il 7 maggio del 1990 il luogo è divenuto un sito naturale protetto.

## Sito d'arrampicata

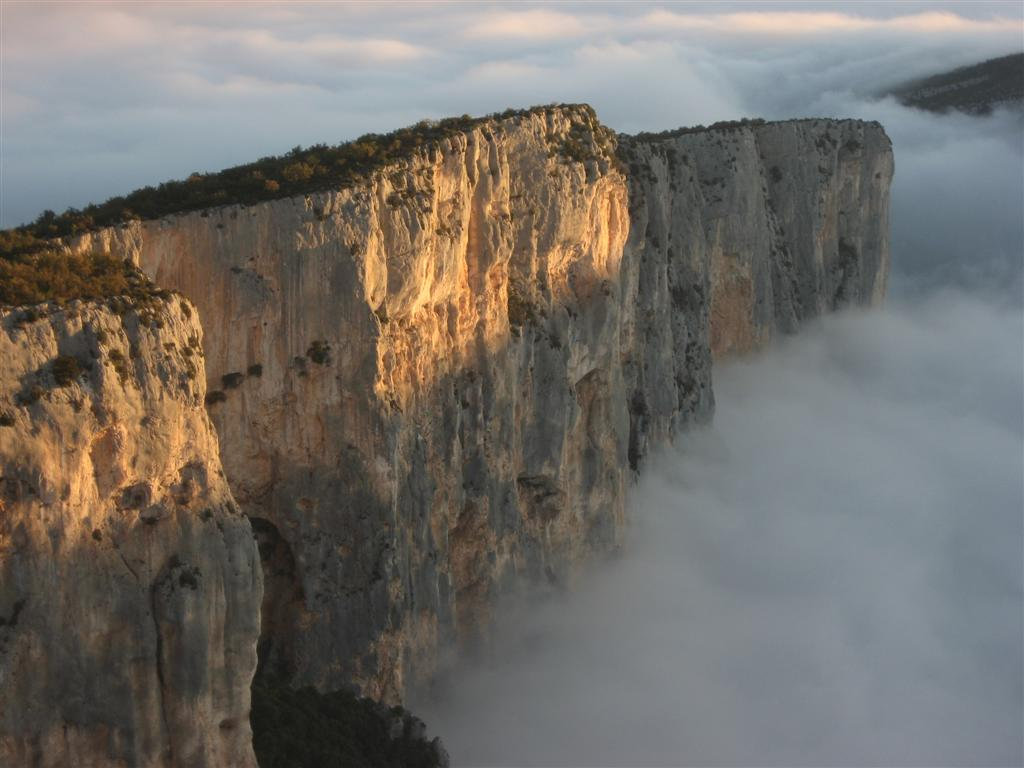
Le pareti d'arrampicata del settore Escalès

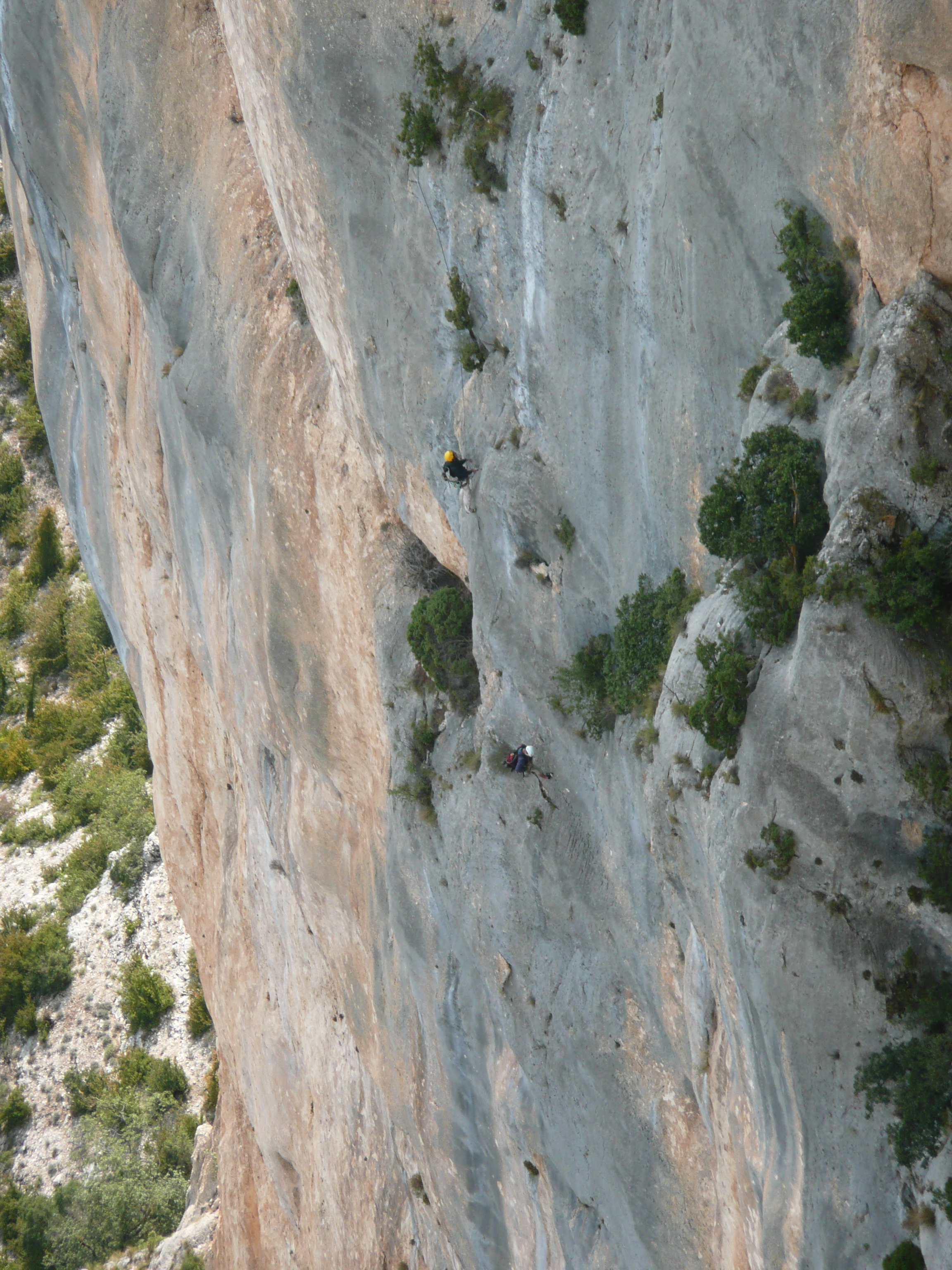
Due arrampicatori impegnati su una via

Le pareti delle Gole del Verdon rappresentano un importante sito d'arrampicata tra i più famosi della Francia e d'Europa.
Sono presenti più di 800 vie tra monotiri e vie lunghe su roccia di calcare.

### I settori
I settori più famosi:
- Escalès
- La Baume aux Pigeons
- Dérobée
- Paroi Rouge
- Orni
- Luna Bong
- La Demande
- Dingomaniaque
- Pichenibule
- Carelle
- Troisieme Ciel
- Fenrir
- Saut d'Homme
- Golem
- La Fête des Nerfs
- Sordidon
- Virginie
- Mission
- Surveiller et Punir
- Gueule d'Amour
- Dent d'Aire

### Monotiri
I monotiri più difficili:
- 9a+/5.15a:
  - La côte d'Usure - settembre 2018 - Sébastien Bouin - Ramirole

- 9a/5.14d:
  - Promotion Canne à pêche - agosto 2011 - Sébastien Bouin - Baume des Cavaliers (Rive gauche)[15]
  - PPP - 7 agosto 2010 - Adam Ondra - Grotte de Galetas (Rive gauche)[16]
- 8c+/5.14c:
  - Pull Over - 24 ottobre 2009 - Charlotte Durif - Grotte de Galetas (Rive gauche)[17]
- 8c/5.14b:
  - Red comme la justice - Grotte de FFF
  - Les spécialistes directe
  - Le Mustok
- 8b+/5.14a:
  - Tom et je ris - Bruno Clement
  - Wet Willy - 1988 - Stefan Glowacz
  - Les spécialistes - 1987 - Jean-Baptiste Tribout
  - Ultime Atome
  - 41, placette
  - Le Must

### Vie lunghe
Le vie lunghe più difficili:
- Golden Shower - 2012 - Prima salita in libera di Stefan Glowacz, 150 m/8b+, Rive gauche.[18]
- Le Vieux et la mer - 2009 - Prima salita in libera di Toni Lamprecht, 8b.[19]
- La Ramirole - maggio 2007 – Prima salita in libera di Sylvain Millet della via aperta da Bruno Clément, 150 m/8b, Rive gauche.[20]
- Ultime démence - 2006 – Prima salita in libera di Sylvain Millet e Laurent Triay, 100 m/8a+, Rive gauche.
- Mingus - 1994 – Prima salita in libera di Lynn Hill, 400 m/8a.